# NGC 4958
NGC 4958 este o galaxie lenticulară situată în constelația Fecioara. A fost descoperită în 3 martie 1786 de către William Herschel. Se află la o distanță de 14,69 megaparseci de Pământ.